# Quintet de corda núm. 6 (Mozart)
El Quintet de corda núm. 6 en mi bemoll major, K. 614, és una composició de Wolfgang Amadeus Mozart acabada el 12 d'abril de 1791, uns mesos abans de morir. Com tots els quintets de corda de Mozart, es tracta d'una obra escrita per al que es coneix com a "quintet amb viola", és a dir, un quartet de corda més una viola addicional.
L'obra consta de quatre moviments:
1. Allegro di molto
2. Andante
3. Menuetto: Allegretto
4. Allegro